# Tungsteno
Il tungsteno o volframio è l'elemento chimico avente numero atomico 74 e il suo simbolo è W.
È un metallo di transizione duro, pesante, di colore da bianco a grigio-acciaio, noto per le sue buone proprietà reologiche. Si trova in numerosi minerali, tra cui la wolframite e la scheelite.
Nel 1961 la IUPAC dichiarò ammissibili entrambi i nomi (quello di volframio preferibile nei composti).
In forma pura trova ampio impiego in applicazioni elettriche ed i suoi composti sono ampiamente usati nell'industria. L'esempio più notevole del suo utilizzo è la produzione dei filamenti delle lampade ad incandescenza (e questo è dovuto al fatto che è il metallo con il più alto punto di fusione), ma le sue leghe sono usate anche nell'industria aerospaziale.

## Etimologia
Il nome "tungsteno" (o "tunsteno") deriva dallo svedese tung sten, "pietra pesante", termine coniato nel 1751 dallo svedese Axel Fredrik Cronstedt, che chiamò così un minerale da lui scoperto oggi noto come scheelite. Nello svedese odierno il suo nome è però wolfram, da cui deriva l'italiano "volframio" (o "wolframio"), a sua volta derivato dal tedesco Wolf Ram, "sporcizia di lupo", perché tale minerale nero riduce il pregio dei filoni di stagno in cui è presente. Nel tedesco odierno è usato anche il nome Tungsten.

## Caratteristiche
Il tungsteno puro ha un colore che varia dal grigio acciaio al bianco, ed è molto duro. Si può tagliare con un seghetto per metalli quando è molto puro, mentre se è impuro è molto fragile e difficile da lavorare; il tungsteno viene ottenuto tramite sinterizzazione in quanto dotato di una temperatura di fusione troppo elevata per poter essere colato. Successivamente viene lavorato tramite forgiatura, trazione o estrusione. Il punto di fusione del tungsteno è il più alto di tutti gli elementi puri (3422 °C): sue sono anche la più bassa pressione di vapore e la più alta resistenza alla trazione a temperature oltre i 1650 °C fra tutti gli elementi chimici.
Ha una ottima resistenza alla corrosione, la maggior parte degli acidi minerali lo intacca solo debolmente. Sul tungsteno metallico si forma uno strato protettivo di ossido all'aria, ma questa protezione viene meno alle alte temperature, a cui l'ossidazione non viene fermata.
Viene facilmente ossidato, sia puro che sotto forma di carburo dall'azione dell'acqua ossigenata.
Quando viene aggiunto all'acciaio, il tungsteno ne aumenta notevolmente la durezza.

## Applicazioni
Il tungsteno ha una vasta gamma di usi, di cui il più diffuso è senz'altro come carburo di tungsteno (W2C, WC) nei carburi cementati. Questi materiali sono molto resistenti all'usura e sono usati nella lavorazione degli altri metalli, nell'industria mineraria, petrolifera e delle costruzioni. Il tungsteno si usa anche per i filamenti delle lampadine ad incandescenza e delle valvole termoioniche, e per vari tipi di elettrodi, perché si può ridurre in filamenti molto sottili che hanno un alto punto di fusione.
Il carburo di tungsteno si sta usando da non molto tempo anche per bigiotteria e gioielleria grazie alle sue caratteristiche di resistenza al graffio e all'usura.
Altri usi: 
- le sue proprietà di densità e durezza lo rendono il candidato ideale per leghe pesanti usate in armamenti, dissipatori di calore e sistemi di pesi e contrappesi;
- molto utilizzato nella pesca a mosca per la riproduzione di artificiali come ninfe e streamer;
- utilizzato nel tiro con l'arco, nella produzione di punte per frecce da competizione, grazie all'alto peso specifico ed alla durezza;
- è ideale per le freccette, di cui arriva a costituire l'80% del peso;
- gli acciai rapidi sono spesso delle leghe di tungsteno; ne possono contenere fino al 18%;
- superleghe contenenti questo metallo sono usate in pale di turbine, utensili d'acciaio e parti meccaniche o rivestimenti resistenti all'usura;
- materiali compositi di tungsteno sono usati al posto del piombo in alcuni tipi di munizioni per armi da fuoco.
- composti chimici del tungsteno si usano in catalizzatori, pigmenti inorganici e lubrificanti ad alta temperatura (disolfuro di tungsteno), stabili fino a 500 °C;
- poiché il coefficiente di dilatazione termica del tungsteno è molto vicino a quello del vetro e al boro silicato, si usa il tungsteno per giunture stagne vetro-metallo;
- si usa per penetratori a energia cinetica come alternativa all'uranio impoverito;
- è utilizzato in saldatura in lega col torio per elettrodi che non fondono alla temperatura dell'arco voltaico;
- è utilizzato come materiale di contatto col plasma in impianti di fusione nucleare;
- data la sua grande capacità di schermare le radiazioni (10 volte superiore a quella del piombo) viene utilizzato in applicazioni ove sia richiesta una buona capacità di assorbimento congiunta a dimensioni ridotte. Esso è inoltre lavorabile con più facilità del piombo ed è meno inquinante e più resistente (caratteristiche che ne rendono possibile l'uso sottomarino);
- sotto forma di politungstato di sodio è utilizzato come liquido pesante per valutare la densità dei materiali, in particolare per valutazioni gemmologiche;
- è utilizzato nelle frese chirurgiche per osso e dentali, nella forma di carburo di tungsteno;
- è largamente utilizzato negli utensili per asportazione di truciolo nella forma di carburo di tungsteno sinterizzato noto con la denominazione di Widia;
- in campo medico e nella radioterapia viene utilizzato per la produzione di raggi X con il tubo radiogeno. In particolare il collimatore multilamellare è fabbricato in lega di tungsteno.

Si sta valutando la possibilità di utilizzare il tungsteno al posto del piombo per realizzare i corpetti di protezione dalle radiazioni, utilizzati in radiologia;
- sotto forma di pasta di tungsteno di alta densità è utilizzata nella pesca sportiva per bilanciare esche e terminali e, inoltre, rende il filo da pesca affondante se fatto passare dentro questa pasta durante l'imbobinamento.

Altri vari usi marginali: gli ossidi di tungsteno si usano nei rivestimenti ceramici, e i tungstati di calcio e magnesio sono usati diffusamente nelle lampade fluorescenti. Questo metallo si usa anche nei bersagli per raggi X e negli elementi riscaldanti per forni elettrici. Sali contenenti tungsteno sono usati in chimica e per la concia delle pelli. I bronzi al tungsteno (ossidi colorati di tungsteno) sono pigmenti usati, con altri composti, nelle vernici e nei colori.
A partire dagli anni 2000 viene utilizzato in alternativa al piombo per il caricamento di munizioni da caccia.
Il tungsteno è utilizzato anche nella fabbricazione di bigiotteria e gioielleria, per la sua ipoallergenicità e per la capacità, dovuta alla sua estrema durezza, di mantenersi lucido molto più a lungo di qualunque altro metallo.
A causa del peso specifico simile all'oro, viene a volte usato dai falsari per produrre lingotti falsi, costituiti da un'anima di tungsteno ricoperta d'oro.
Immerso in atmosfera di azoto liquido insieme a scariche elettriche ad alta tensione, il tungsteno si appuntisce fino ad arrivare ad una punta con lo spessore di un singolo atomo. Potrebbe essere usato per microscopi ad effetto tunnel.

## Storia
La sua esistenza fu ipotizzata per la prima volta nel 1779 da Peter Woulfe, che esaminando la wolframite dedusse che doveva contenere un nuovo elemento. Nel 1781 Carl Wilhelm Scheele verificò che dalla tungstenite si poteva produrre un nuovo acido, che chiamarono acido tungstico. Scheele e Torbern Bergman ipotizzarono quindi che dalla riduzione dell'acido tungstico si sarebbe potuto isolare un nuovo metallo.
Nel 1783 gli spagnoli Juan José Delhuyar e Fausto Delhuyar ottennero dalla wolframite un acido identico all'acido tungstico e più tardi nello stesso anno isolarono il tungsteno metallico riducendo l'acido tungstico con il carbone. A loro è quindi accreditata la scoperta dell'elemento.
Durante la seconda guerra mondiale il tungsteno giocò un grande ruolo economico e politico. Il Portogallo, principale produttore europeo di wolframite subì pressioni da entrambi i fronti; date le sue proprietà meccaniche e la sua resistenza il tungsteno è un metallo ideale per la produzione di armi, specialmente proiettili perforanti in grado di penetrare anche le blindature più solide.

## Classificazione delle leghe
- Gruppo uno: comprende leghe di tungsteno fuse ad arco pure o legate con renio o molibdeno.
- Gruppo due: tungsteno di purezza commerciale, con grani equiassici e temperatura di ricristallizzazione dipendente dalla dimensione dei grani stessi.
- Gruppo tre: comprende le leghe di tungsteno drogato con alluminio, potassio e silicio adatte alla produzione di filamenti perché a grani orientati (AKS) e leghe pure indurite con dispersioni di ossido di torio, caratterizzate da un alto grado di emissione termoionica.
Ultimamente, a causa della nota radioattività del torio, si preferisce sostituire tali leghe con altre contenenti ossidi di terre rare (principalmente ittrio e cesio) e zirconio.
- Esistono poi leghe definite Tungsten Heavy-Metal Alloys, o WHAs, adatte per applicazioni massive quali contrappesi, zavorre, componenti per giroscopi e componenti per schermature anti radiazioni.
I principali agenti leganti sono metalli di transizione ad alto peso molecolare quali molibdeno, nichel, ferro, cobalto e più raramente rame. Essi portano ad un indurimento per soluzione solida e il cobalto, in aggiunta al nichel, porta a un indurimento per precipitazione di composti intermetallici (principalmente Co3W), soprattutto dopo un trattamento di invecchiamento.

## Ruolo biologico
Gli enzimi ossidoreduttasi fanno uso di tungsteno in complessi tungsteno-pterina, in modo simile a quanto avviene con il molibdeno.

## Disponibilità
Il tungsteno si trova nei minerali wolframite (tungstato di manganese e ferro; FeWO4/MnWO4), scheelite (tungstato di calcio, CaWO4), ferberite e hübnerite.
Importanti giacimenti di questi minerali si trovano in Austria, Bolivia, Cina, Portogallo, Russia, Corea del Sud e Stati Uniti (California, Colorado); la Cina produce il 75% della produzione mondiale.
Industrialmente viene prodotto per riduzione dell'ossido di tungsteno con idrogeno o carbonio.
In natura il Tungsteno (dove non si trova libero, ma in composti di norma corrispondenti al suo stato di ossidazione +6) è un elemento relativamente raro costituendo circa il 5 × 10−4% della crosta terrestre

## Composti
Il più comune stato d'ossidazione del tungsteno nei suoi composti è +6, benché nella gamma dei suoi composti presenta tutti i numeri di ossidazione compresi tra −2 e +6. Tipicamente si combina con l'ossigeno a dare l'ossido tungstico, WO3, che si scioglie in soluzioni acquose alcaline trasformandosi in ione tungstato WO2−4.

### Poliossoanioni acquosi
Le soluzioni acquose di tungstato sono note per formare poliossoanioni in ambiente neutro o acido. A mano a mano che l'acidità aumenta, lo ione tungstato dapprima si converte nell'anione solubile, metastabile, paratungstato A, W7O6−24, che in tempi dell'ordine delle ore o dei giorni si converte nel meno solubile paratungstato B, H2W12O10−42.
Un'ulteriore acidificazione produce, a raggiungimento dell'equilibrio, l'anione metatungstato, H2W12O6−40, molto solubile. Lo ione metatungstato ha la geometria di un aggregato simmetrico composto da dodici ottaedri di ossigeno e tungsteno, noto come anione di Keggin.
Molti altri poliossoanioni esistono come specie metastabili. L'inclusione di un atomo diverso, come ad esempio il fosforo, al posto degli idrogeni centrali del metatungstato produce un'ampia gamma di cosiddetti eteropolianioni.

## Isotopi
Il tungsteno in natura si presenta come una miscela di cinque isotopi, di cui quattro sono stabili; 182W, 183W, 184W, 186W. L'isotopo 180W è invece instabile, ma la sua emivita è talmente lunga da poter essere considerato stabile a tutti gli effetti pratici. Sono noti altri 27 isotopi radioattivi, di cui i più stabili sono 181W (emivita di 121,2 giorni), 185W (75,1 giorni), 188W (69,4 giorni) e 178W (21,6 giorni). Tutti gli altri isotopi hanno emivite inferiori alle 24 ore e la maggior parte di essi inferiore a 8 minuti. Il tungsteno ha inoltre 4 stati metastabili, di cui il più stabile è 179 mW (emivita: 6,4 minuti).
Gli isotopi del tungsteno hanno pesi atomici compresi tra 157,974 u (158W) e 189,963 u (190W).

## Effetti sulla salute

### Tossicità acuta
Il tungsteno causa attacchi convulsivi e insufficienza renale con necrosi tubulare acuta.
L'acido tungstico è utilizzato in laboratorio per generare crisi convulsive.
Benché i suoi composti siano sospetti di tossicità, una relazione tra il tungsteno e l'insorgere della leucemia non è stata ancora dimostrata. È invece stato provato da almeno uno studio scientifico condotto su cavie animali il collegamento tra il rabdomiosarcoma e l'amalgama di tungsteno depositata nei muscoli, eventualità possibile nel caso di contatto con armi e proiettili speciali.